# Tartessella rugosus
Tartessella rugosus är en insektsart som beskrevs av Evans 1941. Tartessella rugosus ingår i släktet Tartessella och familjen dvärgstritar. Inga underarter finns listade i Catalogue of Life.